# Сельское поселение Новоборское
Новоборское сельское поселение — муниципальное образование в Борском районе Самарской области.
Административный центр — посёлок Новоборский.

## Население
Население на 1 января 2024 года: 2 273.

## Административное устройство
В состав Новоборского сельского поселения входит 1 населённый пункт:
- посёлок Новоборский.